# Heidzsó-kjó

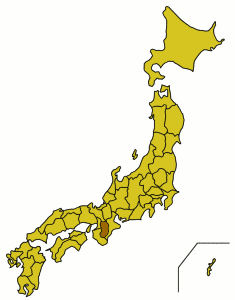

Heidzsó-kjó(平城京) Japán fővárosa a késő Nara vagy más néven Tempjó-korszak idején 710-től 784-ig. Heidzsó-kjó kerületeit a mai Nara foglalja el. Nemcsak az állam központja volt, de az Ázsiát átszelő selyemút keleti kikötője is. A város építményei közül nyolc napjainkban az UNESCO világörökség listáján is szerepel, „az ősi Nara történelmi műemlékei” néven.

## Heidzsó-kjó jellegzetessége

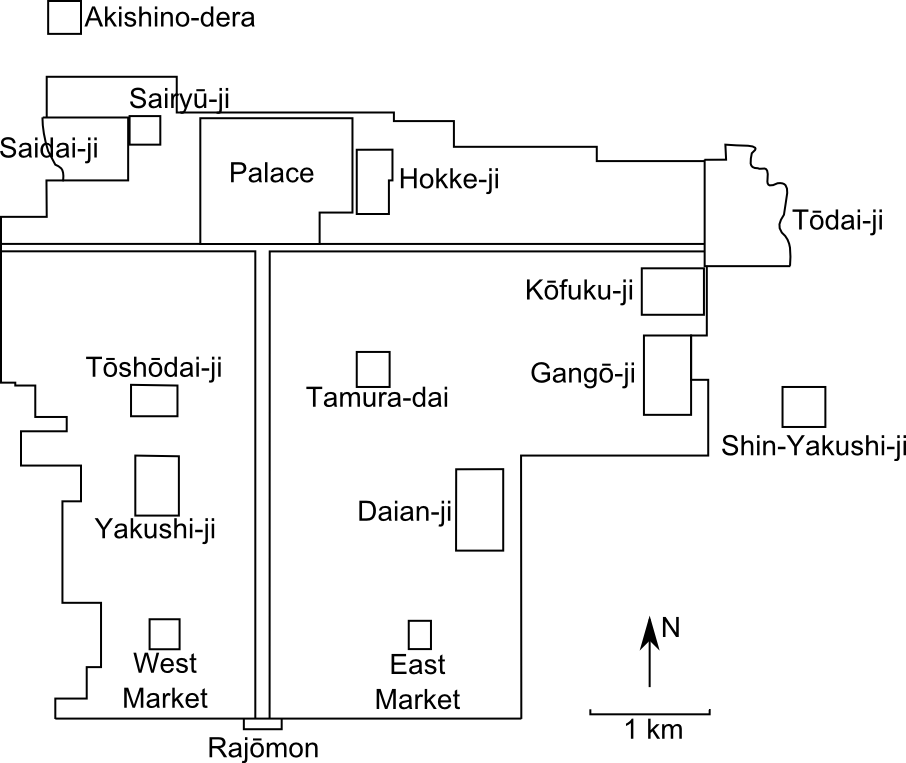

A késői Nara-korszak építészetének sok eredménye közül természetesen az új császárváros felépítését kell első helyen említenünk. Genmei császárnő (元明天皇707-715)áttelepítteti a fővárost Fudzsivaraból Heidzsó-kjóba. Akárcsak Fudzsivara városánál, Heidzsó-kjó építésekor is a kínai Tang-dinasztia egykori fővárosa, Csangan (mai Hszian) szolgált mintául, amely Saanhszi tartományban a Vei-folyó mellett terül el. A város egész területét sakktáblaszerűen, a négy égtáj felé egyenes vonalban haladó utcákra osztották fel. Az észak-déli irányú, hatvan méter széles főútvonal északi végében állt a császári palota, amely fő- és melléképületeivel egy négyzetkilométeres területet foglalt el. A város hajdani kiterjedése kelet-nyugat irányban 4.2, észak-dél irányban 4.7 kilométer volt, körülbelül feleakkora, mint mintaképe Csangan. Egész területe nem volt beépítve, a négyszögletes térségben nagy szántóföldek maradtak.

## Templomok

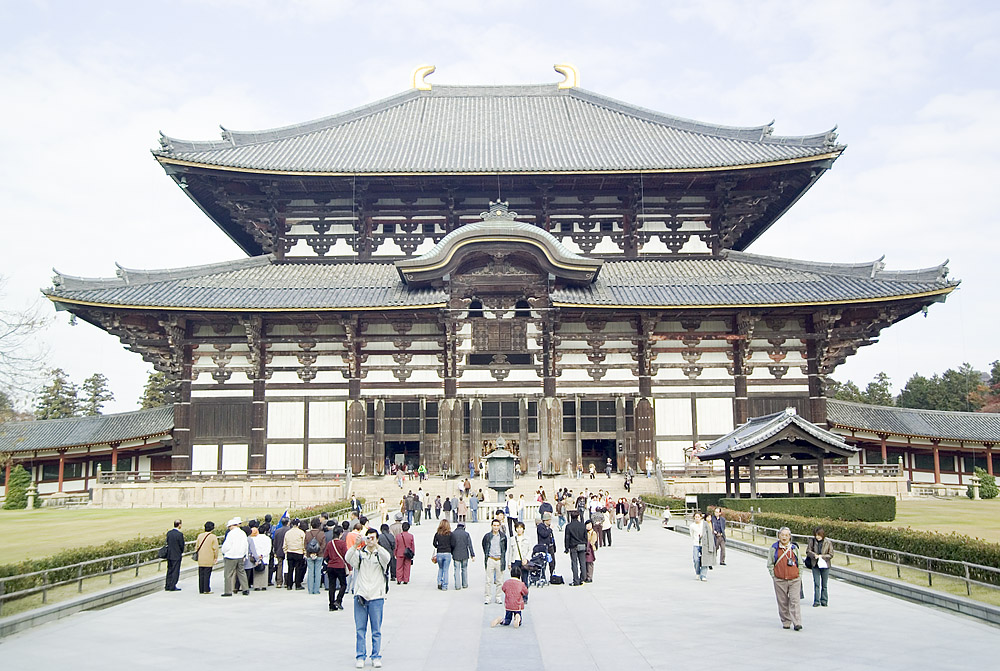
Tódaidzsi (東大寺) Daibucuden (大仏殿)

Az új császárvárosban nagy templomegyüttesek épültek fel gyorsan, egymás után. Ehhez hozzájárult, hogy Sómu császár államvallássá tette a buddhizmust és 741-ben megparancsolta, hogy minden tartományban hivatalos templomot kell építeni. Így lett Heidzsó-kjónak a Tódaidzsi, mely az egyes tartományok templomai fölött álló, legfőbb templom funkcióját töltötte be a főváros északkeleti részében. Más templomokat, ahogyan a Jakusidzsit is áttelepítettek, így a fővárosban 720-ban állítólag már 48 templom állt.
Néhány buddhista templom Heidzsó-kjóban, melyek a Heidzsó Palotával együtt az UNESCO világörökség listáján is szerepelnek:

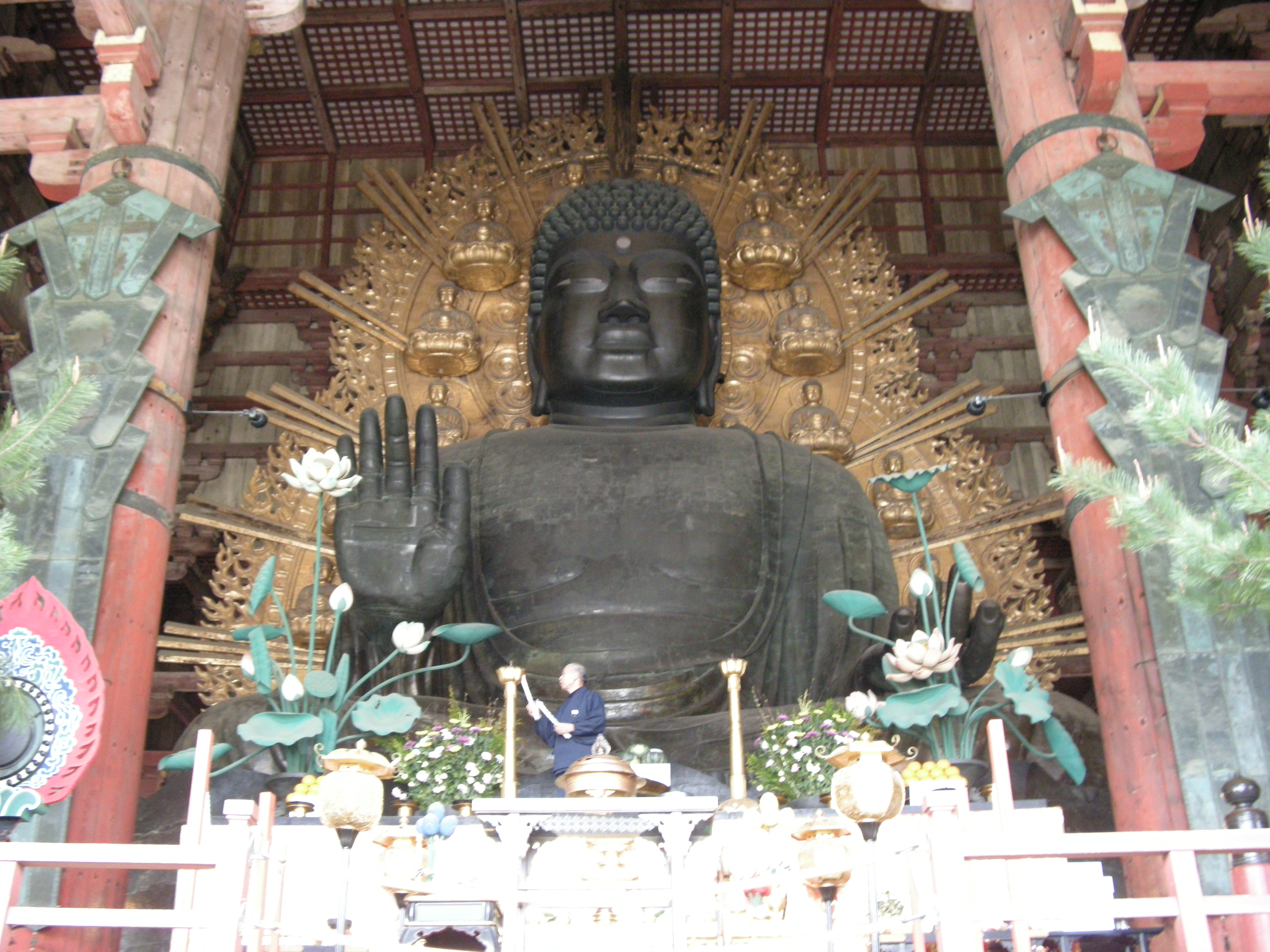
A Daibucuden (大仏殿) található Daibucu (大仏), mely a világ legnagyobb bronzból készült Buddhaszobra

- Daiandzsi 大安寺
- Jakusidzsi 薬師寺
- Kófukudzsi 興福寺
- Gangódzsi 元興寺
- Szuzakumon 朱雀門
- Szaidaidzsi 西大寺
- Tódaidzsi 東大寺
- Daigokuden 大極殿

## 1300. évforduló
2010-ben ünnepelte 1300. évfordulóját az egykori japán főváros, valamint erre az alkalomra készült el a Daigokuden (大極殿) felújítása is. Április 24-től november 7-ig tartott az ünnepi műsor, melynek többek között részét képezte a Hikari no kairó (光の回廊) elnevezésű gyertya és LED fényű díszkivilágítás.